# Adams (Antartide)
L'isola Adams è una piccola isola rocciosa del gruppo di isole sub-antartiche incorporato nello spessore del ghiaccio della baia la maggior parte dell'anno, situata sul lato occidentale della baia di McDonald, a circa 17 km ad ovest di Mabus Point.
L'isola Adams fu scoperta dal gruppo di esploratori Western Base Party della spedizione Aurora, svoltasi tra il 1911 ed il 1914 sotto il comando del geologo australiano Douglas Mawson, e così da lui battezzata in onore del nostromo della goletta Aurora, la nave usata durante la spedizione.